# Principe de Pascal
Pour les articles homonymes, voir Pascal.

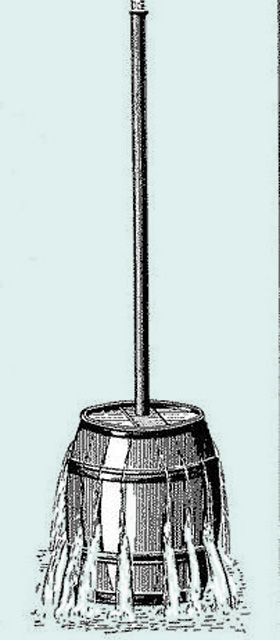
Crève-tonneau de Pascal : éclatement d'un tonneau sous la pression d'une colonne d'eau.

Le principe de Pascal, appelé aussi loi de Pascal, théorème de Pascal, ou principe de transmission de pression de fluide, est un résultat de mécanique des fluides.
Il est énoncé par le savant et philosophe Blaise Pascal dans son Traité de l'équilibre des liqueurs probablement rédigé en 1651. Toutefois il avait déjà été précédemment compris par Simon Stevin au XVIe siècle. ». On lui donne aussi le nom de « Paradoxe hydrostatique ». Les manifestations de ce paradoxe sont utilisées dans l'enseignement du phénomène, notamment pour expliquer la transmission
isotrope des forces qui s'exercent sur un fluide. L'une des expériences les plus connues est le crève-tonneau de Pascal.

## Énoncés
Principe de Pascal — Dans un liquide en équilibre de masse volumique uniforme, la pression est la même en tout point du liquide et cela aussi longtemps que ces points sont à la même profondeur.
Autre formulation :
Principe de Pascal — Toute variation de pression en un point d'un liquide contenu dans un récipient s'accompagne d'une égale variation de pression en tout point du liquide.
Dont on tire le théorème fondamental de l'hydrostatique : 
Théorème fondamental de l'hydrostatique — Dans un liquide en équilibre de masse volumique uniforme, la différence des pressions en deux points est égale au poids de la colonne de liquide ayant pour section l'unité de surface et pour hauteur la différence de niveau des deux points.
Toute pression exercée sur un liquide se transmet par lui intégralement et dans toutes les directions.
| |
| La nature isotrope de la pression dans un liquide permet d'expliquer la répartition uniforme de la pression à une hauteur donnée d'un récipient, quelle que soit sa forme. |

| |
| Principe des vases communicants : un liquide remplissant plusieurs récipients, reliés entre eux à leur base et soumis à la même pression atmosphérique, s'équilibre à la même hauteur dans chacun d'eux. |

## Formules
La différence de pression entre deux points 1 et 2, situés respectivement à une profondeur h1 et h2 est donnée par la loi fondamentale de l'hydrostatique :
{\displaystyle P_{2}-P_{1}=-\rho \ g\ (h_{2}-h_{1})}
où ρ est la masse volumique du liquide et g l'accélération de la pesanteur.
On en tire la formule de la pression en un point quelconque du liquide situé à une profondeur h :
{\displaystyle P=P_{0}+\rho \ g\ h}
Avec P0 la pression à la surface du liquide (pression atmosphérique si le liquide est à l'air libre).
Si une force Fi est appliquée sur une surface Si d'un liquide confiné, il en résulte une force Ff s'appliquant sur une surface Sf telles que :
{\displaystyle {\frac {F_{i}}{S_{i}}}={\frac {F_{f}}{S_{f}}}}

## Applications
- L’augmentation de la pression avec la profondeur est un phénomène bien connu des plongeurs. Ceci concerne aussi les sous-marins. Le calcul de la hauteur d'une colonne d'eau qui génère une pression égale à une atmosphère (mesurée au niveau de la mer) est très aisé. En premier lieu, il faut faire attention aux dimensions des valeurs ou des paramètres utilisés dans les équations au risque de faire de grosses erreurs. Pour que h (la hauteur de cette colonne d’eau) soit exprimée en mètres (m), il faut que les dimensions de tous les paramètres utilisés soient fonctions du diamètre. Soit ainsi : P la pression atmosphérique « normale » mesurée au niveau de la mer, 1 013 hPa (101 300 Pa ou 101 300 N/m2 ou encore 101 300 N m−2), ρ la masse volumique de l’eau, 1 000 kg/m3 ou 1 000 kg m−3 (le kilogramme est une unité de masse) et g l’accélération de la pesanteur égale à 9,81 m/s2 ou 9,81 m s−2. On peut alors écrire : P = h ρ g, 101 300 N m−2 = h × 1 000 kg m−3 × 9,81 m s−2 ou, en regroupant les valeurs et les dimensions : 101 300 N m−2 = h × 1 000 × 9,81 × (kg m s−2) × m−3. Puisque (kg m s−2) est la dimension du newton, on peut écrire : 101 300 N m−2 = h × 9 810 × N m−3 d’où : h = (101 300/9 810) m = 10,33 m.
- Principe des vases communicants : distribution d'eau en agglomération (siphons des aqueducs, châteaux d'eau), presses[3] et freins hydrauliques, puits artésien, écluses et barrages, pompe aspirante utilisée pour remonter l'eau d'un puits... Si la surface de l'eau du puits est libre, c'est-à-dire soumise à la seule pression atmosphérique locale, il est impossible qu'une pompe aspirante puisse remonter l'eau d'une profondeur supérieure à (environ) 10 mètres et ce, quelle que soit la puissance de ladite pompe ! En effet, si la surface libre de l'eau du puits est située à une profondeur de plus de 10 mètres de la pompe, il se créera, entre la pompe et la surface de l'eau contenue dans le conduit d'aspiration, un espace vide d'air, rempli uniquement de vapeur d'eau… C'est pour cette raison que, pour remonter de l'eau de puits très profonds (>10 m), on immerge dans le puits une pompe refoulante.
- Le crève-tonneau de Pascal, la ruina montium.
- La transmission de pression de liquide interstitiel incompressible chez les animaux à hydrosquelette, contribue à leur déplacement qui repose sur le principe de Pascal[4].